# Judo-Juniorenweltmeisterschaften 2014
Die Judo-Juniorenweltmeisterschaften 2014 wurden vom 22. bis 26. Oktober 2014 in Fort Lauderdale, Vereinigte Staaten, abgehalten. Es nahmen 518 Judoka aus 72 Nationen teil. Am 26. Oktober wurde ein Männer- und einen Frauenmannschaftswettkampf abgehalten. Bei beiden erreichte die japanische Mannschaft den ersten Platz.

## Ergebnisse

### Frauen
| Gewichtsklasse     | Gold             | Silber                   | Bronze                      |
| ------------------ | ---------------- | ------------------------ | --------------------------- |
| - 44 kg            | Hitomi Sakaguchi | Larissa Farias           | Melisa Cakmakli             |
| - 44 kg            | Hitomi Sakaguchi | Larissa Farias           | Olfa Saoudi                 |
| - 48 kg            | Ami Kondo        | Dilara Lokmanhekim       | Alexandra Pop               |
| - 48 kg            | Ami Kondo        | Dilara Lokmanhekim       | Patrycia Szekely            |
| - 52 kg            | Amandine Buchard | Alexandra-Larisa Florian | Astride Gneto               |
| - 52 kg            | Amandine Buchard | Alexandra-Larisa Florian | Mako Uchio                  |
| - 57 kg            | Momo Tamaoki     | Christa Deguchi          | Catherine Beauchemin-Pinard |
| - 57 kg            | Momo Tamaoki     | Christa Deguchi          | Daria Kurbonmamadova        |
| - 63 kg            | Miho Minei       | Nami Nabekura            | Katie-Jemima Yeats-Brown    |
| - 63 kg            | Miho Minei       | Nami Nabekura            | Vivian Herrmann             |
| - 70 kg            | Barbara Matić    | Ebony Drysdale Daley     | Mélissa Héleine             |
| - 70 kg            | Barbara Matić    | Ebony Drysdale Daley     | Marie-Ève Gahié             |
| - 78 kg            | Sarra Mzougui    | Sama Hawa Camara         | Ana Laura Portuondo-Isasi   |
| - 78 kg            | Sarra Mzougui    | Sama Hawa Camara         | Beata Pacut                 |
| + 78 kg            | Sarah Asahina    | Anastassija Komowytsch   | Marlín Viveros              |
| + 78 kg            | Sarah Asahina    | Anastassija Komowytsch   | Marine Erb                  |
| Quelle: Judoinside |                  |                          |                             |

### Männer
| Gewichtsklasse     | Gold                      | Silber                    | Bronze                |
| ------------------ | ------------------------- | ------------------------- | --------------------- |
| - 55 kg            | Umekita Wataru            | Kamal Fikri               | Amartuvshin Bayaraa   |
| - 55 kg            | Umekita Wataru            | Kamal Fikri               | Ganbaatar Battulga    |
| - 60 kg            | Francisco Garrigós        | Tsend-Ochiryn Tsogtbaatar | Mehman Sadigov        |
| - 60 kg            | Francisco Garrigós        | Tsend-Ochiryn Tsogtbaatar | Choi In-hyuk          |
| - 66 kg            | Egor Mgdsyan              | Hifumi Abe                | Ricardo Santos Junior |
| - 66 kg            | Egor Mgdsyan              | Hifumi Abe                | Baruch Shmailov       |
| - 73 kg            | An Chang-rim              | Yuji Yamamoto             | Nuno Saraiva          |
| - 73 kg            | An Chang-rim              | Yuji Yamamoto             | Koba Mchedlishvili    |
| - 81 kg            | Rafael Macedo             | Michail Igolnikow         | Levan Gugava          |
| - 81 kg            | Rafael Macedo             | Michail Igolnikow         | Pape Doudou Ndiaye    |
| - 90 kg            | Krisztián Tóth            | Nikoloz Sherazadishvili   | Max de Vreeze         |
| - 90 kg            | Krisztián Tóth            | Nikoloz Sherazadishvili   | Beka Gviniashvili     |
| - 100 kg           | Gotō Ryūtarō              | Nijas Iljassow            | Ramasan Malsuigenow   |
| - 100 kg           | Gotō Ryūtarō              | Nijas Iljassow            | Aaron Wolf            |
| + 100 kg           | Öldsiibajaryn Düürenbajar | Guga Kibordzalidze        | Iakiv Khammo          |
| + 100 kg           | Öldsiibajaryn Düürenbajar | Guga Kibordzalidze        | Ruslan Schachbasow    |
| Quelle: Judoinside |                           |                           |                       |

### Mannschaftswettkampf
| Platz                             | Frauen     | Männer   |
| --------------------------------- | ---------- | -------- |
| 1.                                | Japan      | Japan    |
| 2.                                | Frankreich | Georgien |
| 3.                                | Südkorea   | Russland |
| 3.                                | Russland   | Südkorea |
| Quelle: All Japan Judo Federation |            |          |